# Taylor Holst
Taylor Holst (* 24. April 1989 in Rum, Tirol) ist ein österreichisch-kanadischer Eishockeyspieler auf der Position eines Stürmers, der seit 2015 für den HC Kufstein in der Tiroler Eliteliga spielt. Sein Vater Greg war und sein Bruder Michael ist ebenfalls ein professioneller Eishockeyspieler.

## Karriere
Taylor Holst ist der Sohn von Greg Holst, der lange Jahre in der österreichischen Eishockeyliga unter anderem für Innsbruck, Wiener EV und das österreichische Nationalteam spielte. Taylors Eishockeykarriere begann beim Nachwuchs des HC Innsbruck. In der Saison 2006/07 spielte er für die Summerland Sting. Im Anschluss daran spielte er zwei Saisonen für die Cowichan Valley Capitals, danach eine für die Quesnel Millionaires in der BCHL (British Columbia Hockey League). Von den Millionaires sollte er an die University of North Dakota gehen, wo er für die Fighting Sioux spielen sollte. Da er aber Probleme beim Clearing House, der „Eignungsprüfung“ für die Collegeleague hatte, wurde er zum EC Red Bull Salzburg II, dem Farmteam von EC Red Bull Salzburg, transferiert.
In der Saison 2010/11 stand er regelmäßig im Einsatz für die erste Mannschaft des EC Red Bull Salzburg, mit denen Holst zum Saisonende erstmals in seiner Karriere die österreichische Meisterschaft gewann. Im April 2011 wurde der Angreifer von den Vienna Capitals verpflichtet. In der Saison 2012/13 stand Taylor Holst beim EC Graz 99ers unter Vertrag, ehe er seine Profi-Karriere beendete.

## Erfolge und Auszeichnungen
- 2011 Österreichischer Meister mit dem EC Red Bull Salzburg